# Грей, Гордон
Гордон Грей (англ. Gordon Gray; 30 мая 1909, Балтимор, штат Мэриленд, США — 26 ноября 1982, Вашингтон, США) — американский государственный деятель, министр армии США (1948—1950), советник президента США по национальной безопасности (1958—1961).

## Биография
Родился в семье, тесно связанной с R.J. Reynolds Tobacco.
Окончил университет Северной Каролины (1930) и школу права в Йельском университете (1933). Вёл юридическую практику в Нью-Йорке. Участник Второй мировой войны, закончил её в качестве капитана в штабе 12-й группы армий в Европе.
Был избран в Сенат штата Северная Каролина.
- 1947—1948 гг. — помощник министра армии США.
- 1949 г. — заместитель министра армии США.
- 1949—1950 гг. — министр армии США.
- 1950—1955 гг. — президент университета Северной Каролины. Был первым президентом Комитета психологической стратегии (Psychological Strategy Board) (1951—1952).
- 1955—1957 гг. — помощник министра обороны по вопросам международной безопасности, затем — директор Управления мобилизации.
- 1958—1961 гг. — советник президента США по национальной безопасности.

При президентах Кеннеди, Джонсоне, Никсоне и Форде являлся членом президентского Консультативного совета по внешней разведке.

## Награды и звания
- Почётная степень по юриспруденции от университета Северной Каролины (1949).
- Президентская медаль Свободы (1961).
- Лауреат награды Сильвануса Тайера (1976).